# Longmeadow (Massachusetts)
Longmeadow es un pueblo ubicado en el condado de Hampden en el estado estadounidense de Massachusetts. En el Censo de 2010 tenía una población de 15.784 habitantes y una densidad poblacional de 632,64 personas por km².

## Geografía
Longmeadow se encuentra ubicado en las coordenadas 42°2′51″N 72°34′16″O / 42.04750, -72.57111. Según la Oficina del Censo de los Estados Unidos, Longmeadow tiene una superficie total de 24.95 km², de la cual 23.62 km² corresponden a tierra firme y (5.34%) 1.33 km² es agua.

## Demografía
Según el censo de 2010, había 15.784 personas residiendo en Longmeadow. La densidad de población era de 632,64 hab./km². De los 15.784 habitantes, Longmeadow estaba compuesto por el 92.42% blancos, el 1.06% eran afroamericanos, el 0.03% eran amerindios, el 4.72% eran asiáticos, el 0.02% eran isleños del Pacífico, el 0.48% eran de otras razas y el 1.27% pertenecían a dos o más razas. Del total de la población el 2.34% eran hispanos o latinos de cualquier raza.